# Paris-Roubaix 2006
Paris-Roubaix 2006 a fost a 104-a ediție a Paris-Roubaix, o cursă clasică de ciclism de o zi din Franța. Evenimentul a avut loc pe 9 aprilie 2006 și s-a desfășurat pe o distanță de 259 kilometri până la velodromul din Roubaix. Câștigătorul a fost Fabian Cancellara din Elveția de la echipa Team CSC.

## Descalificări
Hoste, Van Petegem și Vladimir Gusev au fost creditați inițial cu locurile 2 - 4 (la 1'23" distanță de primul loc), dar au fost descalificați ulterior de juriul cursei pentru că au trecut ilegal printr-o trecere la nivel închisă. (Această trecere la nivel cu calea ferată nu ar fi trebuit să fie închisă, iar organizatorii au primit critici din această cauză.) Acest lucru a făcut ca Tom Boonen să urce pe locul 2.

## Rezultate
| Loc | Concurent                 | Echipă                | Timp       |
| --- | ------------------------- | --------------------- | ---------- |
| 1   | Fabian Cancellara (SUI)   | Team CSC              | 6h 07' 54" |
| DS  | Leif Hoste (BEL)          | Discovery Channel     | + 1' 23"   |
| DS  | Peter Van Petegem (BEL)   | Davitamon–Lotto       | + 1' 23"   |
| DS  | Vladimir Gusev (RUS)      | Discovery Channel     | + 1' 23"   |
| 2   | Tom Boonen (BEL)          | Quick-Step–Innergetic | + 1' 49"   |
| 3   | Alessandro Ballan (ITA)   | Lampre–Fondital       | + 1' 49"   |
| 4   | Juan Antonio Flecha (ESP) | Rabobank              | + 1' 49"   |
| 5   | Bernhard Eisel (AUT)      | Française des Jeux    | + 3' 25"   |
| 6   | Steffen Wesemann (SUI)    | Team Telekom          | + 5' 35"   |
| 7   | Frédéric Guesdon (FRA)    | Française des Jeux    | + 6' 31"   |
| 8   | Bert Roesems (BEL)        | Davitamon–Lotto       | + 6' 44"   |
| 9   | Christophe Mengin (FRA)   | Française des Jeux    | + 6' 44"   |
| 10  | Staf Scheirlinckx (BEL)   | Cofidis               | + 6' 45"   |